# Černé jezero (přírodní památka)
Černé jezero je přírodní památka nacházející se asi 3 km jižně od města Zlaté Hory v okrese Jeseník. Oblast spravuje Agentura ochrany přírody a krajiny ČR. Původní nařízení OÚ Jeseník o vyhlášení přírodní památky Černé jezero zrušeno nařízením Olomouckého kraje 3/2012 z 20. března 2012. Důvodem ochrany je uchování unikátního biotopu, na který je vázán výskyt zvláště chráněného čolka karpatského (Lissotriton montandoni).